# Larynxödem
Unter einem Larynxödem versteht man eine ödematöse Schwellung im Bereich des Kehlkopfes. Das Larynxödem ist in der Regel keine selbständige Erkrankung, sondern Folge unterschiedlicher Erkrankungen oder schädlicher Einwirkungen im Kehlkopfbereich. Wegen der grundsätzlichen Möglichkeit der Erstickung ist ein Larynxödem in jedem Fall ein ernst zu nehmendes Krankheitsbild, das unter Umständen rasches Handeln erfordert.

## Ursachen und Entwicklung
Häufigste Ursache für ein Larynxödem sind Entzündungen in der Nachbarschaft des Kehlkopfes (z. B. Peritonsillarabszess, Zungenabszess), weiters Fremdkörperverletzungen oder eingespießte Fremdkörper, tiefe Halswunden, Kehlkopfbrüche sowie Verbrennungen und Verätzungen. An weiteren Ursachen sind zu nennen das Quincke-Ödem, Insektenstiche, allergische Ödeme, bösartige Tumoren im Kehlkopfbereich sowie Bestrahlungen im Rahmen einer Strahlentherapie.
Das Larynxödem betrifft vor allem die Strukturen des Kehlkopfeinganges, also den Kehldeckel, die Gegend der Aryhöcker und die aryepiglottische Falte. Betroffen sein können aber auch die Taschenfalten und die Subglottis, also das Gewebe unmittelbar unter den Stimmbändern.
Unterschieden wird das rasch einsetzende akute Larynxödem vom chronischen Larynxödem, das sich langsam entwickelt.

## Diagnose und Symptome
Das Larynxödem selbst ist nicht schmerzhaft (sehr häufig aber die zugrunde liegende Entzündung), es besteht ein Fremdkörpergefühl, besonders beim Schlucken, und gelegentlicher Hustenreiz. Die Stimme ist primär nicht beeinträchtigt, da die Stimmbänder vom Ödem nicht betroffen sind, eine mögliche Bewegungseinschränkung der Aryknorpel hat jedoch eine gewisse Heiserkeit zur Folge. Mit zunehmender Einengung des Kehlkopflumens tritt eine Atemnot ein, die beim akuten Larynxödem rasch lebensbedrohend sein kann. Objektive Zeichen der Einengung des Kehlkopfes sind Stridor und die Einziehung der nachgiebigen Teile des Halses, z. B. des Jugulums.
Ist eine laryngoskopische Untersuchung möglich, finden sich gelbliche oder rötliche, glasig-trübe, wulstige Schwellungen des Kehlkopfeinganges mit glatter Schleimhaut. Der Kehldeckel kann dick aufgetrieben sein. Der Einblick in das Kehlkopfinnere ist meist nicht möglich.

## Behandlung
Bei einem Larynxödem bedarf der Patient einer strengen Überwachung, wenn möglich unter stationären Spitalsbedingungen. Da eine Intubation häufig nicht möglich ist, ist für die Möglichkeit einer notfallmäßigen Koniotomie bzw. Tracheotomie zu sorgen. An konservativen Maßnahmen werden Kortikoide gegeben und Inhalationen mit Adrenalin. Im weiteren Verlauf ist die Ursache des Larynxödems abzuklären und eine spezifische Behandlung einzuleiten.